# Richard Lipton
Richard Jay "Dick" Lipton (6 de dezembro de 1946) é um informático estadunidense. Trabalha com criptologia e computador de DNA.
Lipton é atualmente decano de pesquisa e professor da Cátedra Frederick G. Storey de Computação do Colégio de Computação do Instituto de Tecnologia da Geórgia.

## Prêmios e honrarias
- Bolsa Guggenheim, 1981
- Fellow da Association for Computing Machinery, 1997
- Membro da Academia Nacional de Engenharia dos Estados Unidos